# Toregöl (Rumskulla socken, Småland)
Toregöl är en sjö i Vimmerby kommun i Småland och ingår i Emåns huvudavrinningsområde.